# 希俄斯島戰役
希俄斯島戰役（英語：Battle of Chios），可能發生在公元前201年，是馬其頓王國艦隊與羅德島、帕加馬、基濟科斯和拜占庭的聯合艦隊在克里特戰爭中的一場海戰。

## 背景
當馬其頓國王腓力五世與罗马爆發第一次馬其頓戰爭時，準備建造新的艦隊，但直到戰爭結束都尚未完成。隨後，腓力五世把注意力轉到愛琴海沿岸的希臘城邦，在資助克里特盟邦和海盜掠奪羅德島船隻和商船下，使羅德島實力遭受打擊，便向羅得島和其盟邦宣戰。
此時，埃及托勒密四世於前204年的逝世，王位繼承人托勒密五世仍只是一個五歲小孩子，而爆發一場爭奪攝政權的血腥衝突。趁著這個機會腓力五世與塞琉古帝國的安條克三世達成秘密協議，意圖瓜分托勒密王朝的領土。根據這個協定:馬其頓將獲得愛琴海沿岸和昔蘭尼，塞琉古帝國預定將埃及和賽普勒斯納為所有。
因此腓力的軍隊開始襲擊托勒密在色雷斯的领土。接接著，馬其頓艦隊向南進犯，從托勒密王國手中奪取了薩摩斯島，並俘虜了停泊在那裡的埃及艦隊。隨後，馬其頓艦隊轉而向北封鎖希俄斯岛，企圖將這個北愛琴海島嶼作為奪取羅得島的跳板。但帕加馬的聯合艦隊、羅得岛與新加入盟友拜占庭和基濟科斯成功的阻攔了馬其頓的艦隊，使狀況對腓力相當不利，腓力沒有其他選擇，只得冒險與聯軍作戰。

## 戰役經過
馬其顿的艦隊有53艘重型戰艦和150艘輕型護衛艦（Liburnians），而羅德島和聯合艦隊總計有65艘重型戰艦、3艘三列槳座戰船和9艘輕型三列槳座戰船（Trihemiolia）。
戰爭一開始，帕加馬國王阿塔羅斯一世指揮左側聯軍，向馬其顿右側艦隊進攻。不久羅德島艦隊司令特俄菲利克斯指揮的右側聯軍突擊了馬其頓左側艦隊。並成功佔了優勢，還繳獲了馬其頓左側艦隊的旗艦，馬其頓的左側艦隊司令得摩克拉特斯在旗艦上戰死。隨後右側聯軍的卻逐漸遭到馬其頓人反擊，儘管特俄菲利克斯身上三處負傷，依舊在旗艦上繼續戰鬥，並設法激勵他的部下，打败了來犯的馬其顿水兵。
在左側聯合艦隊，阿塔羅斯看到其中一艘他的戰船被敵軍擊沉，而附近的一艘也處於危及之中。他決定派他的旗艦與2艘四列槳座戰船前去營救，然而腓力二世的座艦尚未進入戰鬥序列，當他發現阿塔羅斯不知情靠近過來，立即率領四艘四列槳座戰船、三艘快速護衛艦（hemioliae）前往攻擊。 阿塔羅斯一世一看到腓力艦隊接近，立刻倉皇逃走，並把他的座艦擱淺在岸上，戰船甲板上留下散落的金幣、紫色長袍和其他貴重物品後，逃往埃利色雷城。當馬其頓人追到岸邊時，他們因此停下來搜刮戰利品。而腓力二世把阿塔羅斯的座艦移到戰場上展示，使剩下的帕加馬艦隊以為他們的國王陣亡，慌忙撤退。
而因羅德島艦隊大獲全勝，馬其頓艦隊只得撤離，羅德島聯軍獲得勝利，羅德島人並將損壞的戰艦拖到希俄斯島的海港，與其他聯軍艦隊於希俄斯島會合。

## 戰後
這場戰役腓力付出龐大的代價，他損失了28艘重型戰艦和65~72艘輕型護衛艦。聯軍方面，帕加馬有3艘戰船沉沒、1艘被俘，羅德島有3艘沉沒。波利比烏斯記載馬其頓人總計有6,000名划手、3,000名水兵陣亡，並有2,000人被俘。聯軍的傷亡明顯較第，帕加馬僅有有70人陣亡，羅德島60人陣亡，聯軍共有600人被俘。彼得·格林描述這次腓力五世戰敗是“一次曲折而昂贵的挫敗”。這場戰役有效削弱了馬其頓海軍實力，並挽救了愛琴海諸島免於遭受入侵。
此次戰役之後，羅得島人決定離開希俄斯島返回羅得島。在途中，羅得島艦隊司令特俄菲利克斯由於先前因在希俄斯所負的傷重逝去，臨前指定克隆那烏斯繼承艦隊司令。